# IC 1165
IC 1165 је елиптична галаксија у сазвјежђу Херкул која се налази на листи објеката дубоког неба у Индекс каталогу.
Деклинација објекта је + 15° 41' 47" а ректасцензија 16h 2m 7,9s. Привидна величина (магнитуда) објекта IC 1165 износи 14,5 а фотографска магнитуда 15,5. IC 1165 је још познат и под ознакама IC 1165A, MCG 3-41-48, CGCG 108-67, VV 90, PGC 56769.